# Princess Theatre (New York, 1913-1955)
Le Princess Theatre était un théâtre de Broadway à Manhattan, New York, situé au 104-106 39e Rue ouest, près de la Sixième Avenue, ouvert de 1913 à 1955. L’architecte, William Albert Swasey (en), avait conçu le Winter Garden Theatre deux ans auparavant.
Le théâtre fut co-géré par les frères Shubert et le producteur F. Ray Comstock (en) (1913-1933),, l'agente théâtrale Elisabeth Marbury (en), l’acteur-réalisateur Holbrook Blinn,, et par la International Ladies Garment Workers Union (1933-1955).
Si son aspect extérieur ne le distinguait pas d'un immeuble de bureaux new-yorkais, son intérieur intimiste, de style à la fois géorgien et néo-classique et sa très bonne acoustique étaient appréciés. L'auditorium comprenait 12 loges et 14 rangées de sièges.
Avec ses 299 places,, c’était l’un des plus petits théâtres de Broadway. Il était au départ destiné à présenter de courtes pièces, sur le modèle de la salle de spectacle parisienne Grand-Guignol.
Malgré sa petite taille, l'établissement a eu une grande influence sur la production théâtrale et musicale américaine. Entre 1915 et 1918, il présente une série de comédies musicales à succès produites par Jerome Kern, Guy Bolton et P. G. Wodehouse, inspirant toute une génération d’écrivains et de compositeurs, contribuant « à faire entrer le genre [de la comédie musicale] dans son âge d'or ». Par la suite, il sert de cinéma, puis de centre de loisirs.
Il a porté plusieurs noms : Lucille LaVerne Theatre (1928-1929), Assembly Theatre (1929-1937), Labor Stage, Cinéma Dante, Reo Cinema, The Little Met (1948), et Cine Verdi (1952). Il est à distinguer de deux autres établissements qui ont aussi porté le nom Princess Theatre : le San Francisco Music Hall en 1902 et un théâtre off Broadway de la 50e Rue dans les années 1980.
En juin 1955, le petit théâtre est démoli et remplacé par un immeuble de bureaux.

## Spectacles (liste non exhaustive)
- Fear (1913)
- The Critic (en) (1915)
- Hobson's Choice (en) (1915)
- Nobody Home (1915)
- Very Good Eddie (en) (1915)
- Oh, Boy! (en) (1917)
- Oh, Lady! Lady!! (en) (1918)
- Oh, My Dear! (en) (1918)
- Diff'rent (en) (1921)
- Six Characters in Search of an Author (1922)
- Mister Malatesta (1923)
- Pins and Needles (en) (1937)